# シュクンビン川
シュクンビン川（シュクンビンがわ、英語: Shkumbin, アルバニア語: Shkumbini）は、アルバニアの中部を流れてアドリア海にいたる河川。
アルバニア語の南北（トスク方言とゲグ方言）の方言の境界とみなされている。河畔の都市にはエルバサンがある。